# Тоант (Коринт)
Вижте пояснителната страница за други значения на Тоант.
Тоант (на старогръцки: Θόας, Бързия, Thoas) в гръцката митология е цар на Коринт през 12 век пр.н.е.
Той е вторият син на цар Орнитион и внук на Сизиф. След смъртта на баща му Тоант поема управлението на Коринт понеже големият му брат Фок се изселва във Фокида.
След неговата смърт управлението цар става син му Дамофонт.